# (6463) Isoda
(6463) Isoda es un asteroide perteneciente al cinturón de asteroides, región del sistema solar que se encuentra entre las órbitas de Marte y Júpiter.
Fue descubierto el 13 de enero de 1994 por Kin Endate y Kazuro Watanabe desde el observatorio de Kitami.

## Designación y nombre
Designado provisionalmente como 1994 AG3, fue nombrado en memoria de Sachiko Isoda (1912-1993), quien se unió al Observatorio Astronómico de Tokio en 1943 como asistente informática. Después de la guerra se trasladó al Departamento de Astronomía de la Universidad de Tokio y durante muchos años fue secretaria de Y. Hagihara. Después de su jubilación formal, permaneció como empleada a tiempo parcial y su excelente trabajo impresionó a muchos astrónomos que se graduaron en la Universidad de Tokio. 

## Características orbitales
Isoda está situado a una distancia media del Sol de 2,613 ua, pudiendo alejarse hasta 3,098 ua y acercarse hasta 2,128 ua. Su excentricidad es 0,186 y la inclinación orbital 11,916 grados. Emplea 1542,52 días en completar una órbita alrededor del Sol.
Pertenece a la familia de asteroides de (15) Eunomia.

## Características físicas
La magnitud absoluta de Isoda es 11,92. Tiene 10,974 km de diámetro y su albedo se estima en 0,368.